# Saō Ichikawa
Saō Ichikawa (市川沙央, Ichikawa Saō) est une autrice japonaise née en 1979.
Ichikawa obtient un diplôme en sciences humaines de l'université Waseda.
Atteinte de myopathie, sa condition lui sert d'influence pour son roman Bossue (ハンチバック, Hanchibakku) pour lequel elle obtient le Prix Akutagawa en 2023. Elle est la première personne handicapée à être lauréate de ce prix. Ichikawa reçoit aussi le Prix Bungakukai du meilleur débutant (ja).

## Œuvre
- Hunchback (ハンチバック), 2023

- Ophelia No. 23 (オフィーリア23号), 2024